# Okuma Shigenobu
Okuma Shigenobu, född 16 februari 1838 i Saga, död den 10 januari 1922 i Tokyo, var en japansk furste och statsman.

## Biografi
Okuma lärde sig i sin ungdom i Nagasaki engelska och holländska och intog efter Meijirestaurationen 1868 omedelbart en plats i främsta ledet bland reformarbetets organisatörer. Okuma var nästan hela 1870-talet finansminister och hade bland annat 1872 väsentlig andel i beslutet om byggande av Japans första järnväg (från Yokohama till Tokyo). Han utträdde 1881 ur ministären samt bildade då ett av regeringen oberoende politiskt reformparti (Kaishintō), vilket snart blev mycket inflytelserikt. Okuma, som 1884 upphöjts till greve, var 1888–1889 utrikesminister i greve Kuroda Kiyotakas kabinett samt medverkade till utfärdandet av 1889 års konstitution.
Med utländska makter drev Okuma underhandlingar om revision av de fördrag, som bland annat tillerkände dessa makter rätt till konsularjurisdiktion i Japan. Okuma sökte genomföra ett övergångssystem för 12 år med utländska bisittare i högre japanska domstolar, men planen väckte starkt missnöje bland befolkningen, vilket tog sig uttryck i ett mot Okuma riktat dynamitattentat den 18 oktober 1889, som kostade honom ena benet. Fördragsfrågan uppsköts då, och ett kabinettsskifte följde, varvid Okuma övergick till riksrådet (Sūmitsuin). Han utträdde även ur detta i november 1891, förde de närmast följande åren en liberal oppositionspolitik i spetsen för sitt parti samt var mars–november 1897 utrikes-, handels- och jordbruksminister i Matsukata Masayoshis kabinett.
Sommaren 1898 ingick Okuma och partiet Kaishintō allians med greve Itagaki Taisuke och dennes längre åt vänster stående "frihetsparti" (Jiyūtō). De bildade gemensamt en ministär, som dock blev mycket kortvarig (juli–oktober samma år). Sedan dess höll sig Okuma utanför statstjänsten, men hans politiska inflytande var dock mycket betydande. Han grundlade 1882 en högskola vid Waseda utanför Tokyo och ägnade personligen mycken omsorg åt dess högsta ledning, liksom han i allmänhet varit en bland de verksammaste främjarna av arbetet för västerländsk bildnings popularisering i Japan.
Då regeringen tvingats avgå efter en korruptionsskandal 1914, återvände Okuma till politiken som premiärminister för den nya regeringen. Hans administration förde en aktiv utrikespolitik, den förklarade krig mot Tyskland och deltog i Första världskriget på ententens sida. Det mest påtagliga resultatet av Japans deltagande i kriget var att Japan tog över Tysklands koloni Kiautschou vid Jiaozhou. År 1915 framställde Okuma och hans utrikesminister Kato Takaaki en lista på 21 krav till Yuan Shikais kinesiska regering, vilka om de genomfördes skulle förvandlat Kina till en japansk lydstat.
Okuma utsattes i januari 1916 för ett attentat. Den 2 oktober samma år tvingades avgå som premiärminister efter en ny korruptionsskandal och han drog sig då tillbaka från politiken för gott. År 1916 upphöjdes 
han till markis och erhöll 1918 furstlig värdighet. Okuma utgav Fifty years of new Japan (1910).